# André Hernandes
André "Zaza" Hernandes (São Paulo, 18 de novembro de 1970) é um guitarrista brasileiro, mais conhecido por seu trabalho com a banda solo de André Matos.
Foi considerado pela site "Heavy metal Brasil" um dos 30 melhores guitarristas do país.
Atualmente mora em Lisboa, Portugal, toca na banda Capella e dedica-se ao ensino de guitarra (deu aulas a vários guitarristas atuantes no mercado como Rafael Bittencourt e Hugo Mariutti). Como músico de estúdio gravou guitarras e violões para estúdios em São Paulo (principalmente áudio publicitário) e  tocou nas bandas: Radiofonics (cover Pop/rock), Latin Lovers (cover música latina), Sunsarah (música própria) além da banda solo de André Matos, onde permaneceu entre os anos de 2006 e 2015. Em 2005 lançou seu primeiro trabalho solo, em um single instrumental auto-intitulado com 3 músicas: "Serra", "Parece o Sol" e "Linha D'Agua".

## Discografia

### Solo
- 2005 - André Hernandes - Single

### Com André Matos
- 2006 - Time to Be Free
- 2009 - Mentalize
- 2012 - The Turn of the Lights